# Giriyanahalli, Tumkur
Giriyanahalli là một làng thuộc tehsil Tumkur, huyện Tumkur, bang Karnataka, Ấn Độ.